# Ба Дэсинь
Ба Дэси́нь (кит. 巴德鑫, пиньинь Bā Déxīn; род. 14 июня 1990, Харбин) — китайский кёрлингист, тренер по кёрлингу.
В составе мужской сборной Китая участник зимних Олимпийских игр 2014 (заняли четвёртое место); участник восьми чемпионатов мира (лучший результат — пятое место в 2017), шести Тихоокеанско-азиатских чемпионатов (пятикратные чемпионы), участник и чемпион зимних Азиатских игр 2017.
В составе смешанной парной сборной Китая участник зимних Олимпийских игр 2018 (заняли четвёртое место); участник двух чемпионатов мира (лучший результат — серебряные призёры в 2016).
В «классическом» кёрлинге (команда из четырёх человек одного пола) играл в основном на позициях второго и третьего.

## Достижения
- Тихоокеанско-азиатский чемпионат по кёрлингу: золото (2010, 2011, 2012, 2013, 2014), бронза (2015).
- Зимние Азиатские игры: золото (2017).
- Кубок мира по кёрлингу 2018/2019: серебро (финал).
- Чемпионат мира по кёрлингу среди смешанных пар: серебро (2016), бронза (2017).
- Тихоокеанско-Азиатский чемпионат по кёрлингу среди юниоров: золото (2010, 2011).

## Команды
| Сезон                                               | Четвёртый    | Третий      | Второй      | Первый      | Запасной    | Тренер                                  | Турниры                                           |
| --------------------------------------------------- | ------------ | ----------- | ----------- | ----------- | ----------- | --------------------------------------- | ------------------------------------------------- |
| 2009—10                                             | Цзи Яньсун   | Huang Jihui | Ба Дэсинь   | Го Вэньли   | Han Yujun   | Ma Yongjun (ЧМЮ)                        | ТАЧЮ 2010 · ЧМЮ 2010 (4 место)                    |
| 2009—10                                             | Лю Жуй       | Сюй Сяомин  | Ван Фэнчунь | Цзан Цзялян | Ба Дэсинь   | Чжан Вэй                                | ЧМ 2010 (11 место)                                |
| 2010—11                                             | Ван Фэнчунь  | Цзан Цзялян | Сюй Сяомин  | Ба Дэсинь   | Чэнь Луань  | Чжан Вэй                                | ТАЧ 2010                                          |
| 2010—11                                             | Сюй Сяомин   | Цзан Цзялян | Чжан Чжипэн | Ба Дэсинь   | Лю Жуй      | Даниэль Рафаэль, Чжан Вэй               |                                                   |
| 2010—11                                             | Huang Ji Hui | Ба Дэсинь   | Ма Сююэ     | Чжан Жунжуй | Ван Цзиньбо | Ли Хунчэнь                              | ТАЧЮ 2011                                         |
| 2010—11                                             | Чэнь Луань   | Ли Гуансюй  | Цзи Яньсун  | Го Вэньли   | Ба Дэсинь   | Ли Хунчэнь                              | ЧМ 2011 (9 место)                                 |
| 2011—12                                             | Лю Жуй       | Сюй Сяомин  | Ба Дэсинь   | Чэнь Луань  | Цзан Цзялян | Lorne Hamblin                           | ТАЧ 2011                                          |
| 2011—12                                             | Лю Жуй       | Сюй Сяомин  | Ба Дэсинь   | Цзан Цзялян | Чэнь Луань  | Ли Хунчэнь                              | ЧМ 2012 (6 место)                                 |
| 2012—13                                             | Лю Жуй       | Сюй Сяомин  | Цзан Цзялян | Ба Дэсинь   | Цзоу Дэцзя  | Lorne Hamblin, Ли Хунчэнь               | ТАЧ 2012                                          |
| 2012—13                                             | Лю Жуй       | Сюй Сяомин  | Ба Дэсинь   | Цзан Цзялян | Цзоу Дэцзя  | Ли Хунчэнь                              | ЧМ 2013 (6 место)                                 |
| 2013—14                                             | Лю Жуй       | Сюй Сяомин  | Ба Дэсинь   | Цзан Цзялян | Цзоу Дэцзя  | Ли Хунчэнь (ТАЧ, ЗОИ), Марсель Рок (ЧМ) | ТАЧ 2013 · ЗОИ 2014 (4 место) · ЧМ 2014 (6 место) |
| 2014—15                                             | Цзан Цзялян  | Цзоу Дэцзя  | Ба Дэсинь   | Цзоу Цян    | Ван Цзиньбо | Ли Хунчэнь                              | ТАЧ 2014                                          |
| 2014—15                                             | Цзан Цзялян  | Цзоу Дэцзя  | Ба Дэсинь   | Ван Цзиньбо | Чжан Жунжуй | Ли Хунчэнь                              | ЧМ 2015 (8 место)                                 |
| 2015—16                                             | Цзан Цзялян  | Сюй Сяомин  | Ба Дэсинь   | Ван Цзиньбо | Ма Сююэ     | Ли Хунчэнь                              | ТАЧ 2015                                          |
| 2016—17                                             | Лю Жуй       | Сюй Сяомин  | Ба Дэсинь   | Цзан Цзялян | Цзоу Цян    | Марсель Рок                             | ЗАИ 2017 · ЧМ 2017 (5 место)                      |
| 2018—19                                             | Цзан Цзялян  | Ба Дэсинь   | Ма Яньлун   | Ван Цзиньбо |             | Даниэль Рафаэль                         | КМ 2018/19 (1 этап) (7 место)                     |
| 2018—19                                             | Цзоу Цян     | Ван Чжиюй   | Шао Чжилинь | Сюй Цзинтао | Ба Дэсинь   | Даниэль Рафаэль, Ли Хунчэнь             | ЧМ 2019 (11 место)                                |
| 2018—19                                             | Ба Дэсинь    | Цзоу Цян    | Ван Чжиюй   | Сюй Цзинтао | Цзан Цзялян | Сюй Сяомин                              | КМ 2018/19 (финал)                                |
| Кёрлинг среди смешанных пар (mixed doubles curling) |              |             |             |             |             |                                         |                                                   |
| 2015—16                                             | Ван Жуй      | Ба Дэсинь   |             |             |             | Millard Evans                           | ЧМСП 2016                                         |
| 2016—17                                             | Ван Жуй      | Ба Дэсинь   |             |             |             | Чжан Чжипэн                             | ЧМСП 2017                                         |
| 2017—18                                             | Ван Жуй      | Ба Дэсинь   |             |             |             | Чжан Чжипэн                             | ЗОИ 2018 (4 место)                                |
| 2018—19                                             | Ван Жуй      | Ба Дэсинь   |             |             |             | Даниэль Рафаэль                         | КМ 2018/19 (2 этап) (6 место)                     |

(скипы выделены полужирным шрифтом)

## Результаты как тренера национальных сборных
| Год  | Турнир                  | Сборная               | Место |
| ---- | ----------------------- | --------------------- | ----- |
| 2025 | Зимняя Универсиада 2025 | Китай (студенты муж.) | 10    |